# Хрящ-молочник звичайний
Хрящ-молочник звичайний (Lactarius trivialis) — вид грибів роду хрящ-молочник.

## Опис
Шляпка в діаметрі 5-15 см, спочатку свинцево- або фіолетово-сіра, пізніше сіро-червонясто-жовтуватого кольору, без концентричних смуг рідше з їх слідами. Поверхня шляпки майже рівна, з невеликими поглибленнями в центрі її, гладка, дуже липка, з вигнутими хвилястими краями. М'якоть біла, ломка. Молочно-судинистий сік білий, дуже їдкий, при зламі швидко жовтіє та засихає у вигляді сіро-зелених крупинок. Пластинки тонкі, порівняно часті, біло-жовтого кольору, прикріплені до ніжки або небагато спадні по ній.
Ніжка розміром 4-8х2-3 см. знизу або в своїй середній частині трошки вздута, порожниста, клейка, майже однобарвна з шляпкою або світліше її.

## Екологія та поширення
Росте переважно в сухих хвойних та мішаних лісах, на супіщаних ґрунтах. Зустрічаються по-одному або групами в серпні-вересні.

## Інші назви
У різній місцевості молочні судини звичайний називають по-різному: вільшанка, Гладушко, Гладух, підольшанка. Раніше Гладиш помилково відносили до іншого виду грибів — подмолочнику, який грибники в основному не збирають.